# Walter Novellino
Walter Alfredo Novellino, född 4 juni 1953, är en italiensk fotbollstränare och före detta spelare. 

## Spelarkarriär
Som spelare representerade Novellino bland annat Cremonese, Empoli och Perugia innan han 1978 kom till AC Milan. Han stannade i AC Milan i fyra år med 120 matcher och tio mål som facit. Under tiden i AC Milan spelade Novellino också sin enda landskamp, mot Turkiet hösten 1978.
Efter tiden i AC Milan flyttade Novellino vidare till Ascoli, återigen Perugia och Catania där han avslutade spelarkarriären 1987.

## Tränarkarriär
Novellinos första jobb som huvudtränare kom 1992 i Perugia. Via bland annat Napoli och Piacenza hamnade han 2002 i Sampdoria där han stannade i fem säsonger och bland annat lotsade laget till Uefacupen.
Han lämnade Sampdoria i juni 2007 för att fortsätta karriären i Torino. Han lyckades dock inte hålla kvar klubben i Serie A. 2009 tog han över rodret för Reggina I Serie B. Sejouren blev dock kortvarig och under 2010 arbetade han istället som rådgivare för sin gamla klubb Perugia. I februari 2011 tog han över Livorno i Serie B och lyckades så när leda dem till en playoff-plats. Efter svaga resultat och svårighet att få ihop laget sparkades han under hösten 2011.
2013 tog han istället över Modena återigen i Serie B.